# Teste de Abel
Em matemática, o teste de Abel (Veja Niels Henrik Abel) demonstra a convergência de séries numéricas que podem ser escritas na forma:
{\displaystyle \sum _{n=1}^{\infty }a_{n}b_{n}}
onde as duas propriedades são verificadas:
- {\displaystyle \sum _{n=1}^{N}a_{n}\,} converge
- {bn} é monótona e {\displaystyle \lim _{n\to \infty }b_{n}=b_{\infty }\neq \pm \infty \,}

Para a demonstração,pode-se usar o Critério de Dirichlet. Como a sequência {\displaystyle (b_{n})} é limitada inferiormente por zero, ela converge, sendo então c seu limite. 
{\displaystyle \lim _{n\to \infty }b_{n}=c}  e  {\displaystyle \lim _{n\to \infty }b_{n}-c=0} onde {\displaystyle b_{n}-c}  também uma sequênca decrescente com limite 0 e assim aplica-se o Critério de Dirichlet.
Então: {\displaystyle \sum _{n=1}^{\infty }a_{n}(b_{n}-c)=\sum _{n=1}^{\infty }a_{n}b_{n}-c\sum _{n=1}^{\infty }a_{n}}
Somando  {\displaystyle c.\sum _{n=1}^{\infty }a_{n}} em ambos os lados:
{\displaystyle \sum _{n=1}^{\infty }a_{n}(b_{n}-c)+c\sum _{n=1}^{\infty }a_{n}=\sum _{n=1}^{\infty }a_{n}b_{n}}
onde {\displaystyle \sum _{n=1}^{\infty }a_{n}(b_{n}-c)} converge, pelo Critério de Dirichlet e {\displaystyle c.\sum _{n=1}^{\infty }a_{n}} converge, pela hipótese,
Logo, {\displaystyle \sum _{n=1}^{\infty }a_{n}b_{n}} também converge.

## Exemplos
1) A série {\displaystyle \sum _{n=1}^{\infty }{\frac {(-1+1/n)^{n}}{n}}\,} é convergente. Neste caso, defina:
{\displaystyle a_{n}={\frac {(-1)^{n}}{n}}}
e
{\displaystyle b_{n}=\left(1-1/n\right)^{n}}
A série {\displaystyle \sum _{n=1}^{\infty }{\frac {(-1)^{n}}{n}}\,} é convergente pelo teste da série alternada e a sequência {\displaystyle b_{n}\,} é monótona, decrescente e converge para {\displaystyle e^{-1}\,}.
2) A série {\displaystyle \sum _{n=1}^{\infty }{\frac {(-1-1/n)^{n}}{n}}\,}  é também convergente; é tal como em 1), sendo que {\displaystyle b_{n}=\left(1+1/n\right)^{n}} é crescente, convergindo para {\displaystyle e\,}. 
- Note-se que a natureza de 2) não pode ser justificada pelo teste da série alternada, ao contrário da série do exemplo 1); 
de facto, {\displaystyle {\frac {(-1+1/n)^{n}}{n}}\,=(-1)^{n}\times {\frac {\left(1-1/n\right)^{n}}{n}}} e, atendendo a que {\displaystyle \left(1-1/n\right)^{n}} é monótona decrescente, podemos concluir que {\displaystyle b_{n}={\frac {\left(1-1/n\right)^{n}}{n}}} também é decrescente, sendo de termos positivos e convergindo para zero. 